# Liêu Lập
Liêu Lập (tiếng Trung: 廖立; bính âm: Liao Li; ? – ?), tự là Công Uyên (公淵), là một quan viên nhà Quý Hán thời Tam quốc trong lịch sử Trung Quốc.

## Tiểu sử
Liêu Lập người huyện Lâm Nguyên, quận Vũ Lăng, thuộc Kinh Châu. Năm 209, trận Xích Bích, Kinh Châu mục Lưu Kỳ chết bệnh. Lưu Bị nhận chức Kinh Châu mục, mời Liêu Lập về làm Tùng sự. Liêu Lập lúc này chưa đến 30 tuổi đã được bổ nhiệm làm Thái thú quận Trường Sa thuộc Kinh Châu. Khoảng sau năm 211, Gia Cát Lượng thay Lưu Bị trấn thủ Kinh Châu, đánh giá Liêu Lập cùng với Bàng Thống là "lương tài đất Sở, gánh vác việc giúp chúa hưng nghiệp".
Năm 215, Lưu Bị và Tôn Quyền căng thẳng vì "chủ quyền" Kinh Châu. Tôn Quyền sai Lã Mông thống lĩnh các tướng Tiên Vu Đan, Từ Trung, Tôn Quy cầm quân đánh úp ba quận Trường Sa, Linh Lăng, Quế Dương thuộc Kinh Châu. Liêu Lập bỏ quan đào đẩu khỏi quận Trường Sa rồi quay về gặp Lưu Bị. Lưu Bị không trách cứ Liêu Lập, vẫn đối xử tử tế và cho giữ chức Thái thú Ba quận.
Năm 219, Lưu Bị xưng Hán Trung vương, bổ nhiệm Lập làm Thị trung. Năm 223, Lưu Bị băng hà, Liêu Lập ở cạnh quan tài của Lưu Bị giết người. Khi Hậu chủ Lưu Thiện đăng cơ, lấy Liêu Lập làm Trường Thủy Hiệu úy.
Liêu Lập vốn cho mình tài giỏi, tài năng, danh vọng đủ để làm phó cho Gia Cát Lượng, nhưng nay giữ chức còn thấp hơn Lý Nghiêm vì vậy tỏ ra ấm ức. Một lần, Thừa tướng duyện Lý Thiệu và Tưởng Uyển đến nhà bàn chuyện, Liêu Lập lớn tiếng chê bai, bới móc lỗi lầm của các lãnh đạo, quan viên: Lưu Bị dùng binh sai cách, hưng sư động chúng nhưng không thu hoạch được gì; Quan Vũ chỉ có dũng danh, không có quân kỷ, mới để Kinh Châu bị đoạt; các đại thần đương triều Hướng Lãng, Văn Cung, Quách Du Chi đều là hạng người bình phàm, căn bản không thể giao cho trọng trách; Vương Liên sưu cao thuế nặng, bòn rút tiền tài của bá tánh.
Lý Thiệu, Tưởng Uyển bẩm lại chuyện này với Gia Cát Lượng, Gia Cát Lượng bèn viết biểu xin Hậu chủ trừng phạt Liêu Lập vì tội "nói năng xằng bậy", "phỉ báng Tiên đế", "huỷ hoại danh tiết chúng thần". Gia Cát Lượng cũng phê phán việc Liêu Lập khi xưa bỏ chạy khỏi Trường Sa và cai quản Ba quận không đàng hoàng. Hậu chủ Lưu Thiện bèn giáng chiếu phế Lập làm dân thường, đày đến Vấn Sơn.
Năm 234, Gia Cát Lượng mất. Liêu Lập hay tin, quỳ xuống đất than khóc rằng: Ta trọn đời làm kẻ mọi rợ ở với bọn cài vạt áo qua trái mà thôi.
Liêu Lập ở Vấn Sơn cùng với gia đình làm nghề nông. Khoảng những năm 234–243, Giám quân Khương Duy hành quân qua Vấn Sơn, có ghé thăm Liêu Lập, khen rằng chí khí của ông chẳng hề suy giảm, bàn xét chuyện rất tự nhiên. Sau này Liêu Lập mất ở Vấn Sơn, không rõ năm nào. Gia đình được trở về Thục.

## Trong văn hóa
Trong tiểu thuyết Tam quốc diễn nghĩa, Liêu Lập xuất hiện ở hồi 104, về cơ bản giống như trong sách sử ghi chép.